# Chtcholkine
Chtcholkine (en ukrainien : Щолкіне) ou Chtchiolkino (en russe : Щёлкино), ou Şçolkino (en tatar de Crimée), est une ville située en république autonome de Crimée, en Ukraine. Elle est occupée par la Russie depuis 2014. Sa population s'élevait à 11 184 habitants en 2013.

## Géographie
Chtcholkine se trouve près de la pointe de Kazantyp, qui s'avance en mer d'Azov à partir de la péninsule de Kertch, qui constitue la partie orientale de la Crimée. Elle est située à 52 km à l'ouest de Kertch et à 145 km au nord-est de Simferopol. 

## Histoire
Chtcholkine a été fondée en 1978 pour loger le personnel de la centrale nucléaire de Crimée, alors en construction. Après la catastrophe de Tchernobyl, en 1986, une inspection de la centrale de Chtcholkine révéla qu'elle était placée sur un site géologiquement et sismiquement instable. Sa construction fut alors abandonnée.

## Population

### Démographie
Recensements (*) ou estimations de la population :
| 1989*  | 2001*  | 2008   | 2009   |
| ------ | ------ | ------ | ------ |
| 14 659 | 11 699 | 11 319 | 11 301 |

| 2010   | 2011   | 2012   | 2013   |
| ------ | ------ | ------ | ------ |
| 11 242 | 11 231 | 11 194 | 11 184 |

### Nationalités
La population de la ville comprend des Russes, des Ukrainiens et des Tatars de Crimée. On y parle surtout russe et tatar.

## Tourisme balnéaire
Chtcholkine est devenue une destination touristique de plus en plus populaire, grâce à sa plage de sable (Центральный пляж, Tsentralny pliaj) longue d'un kilomètre sur la mer d'Azov. La ville possède quelques attractions, un marché, de nombreux cafés et magasins, un cinéma, etc. Entre 1993 et 1999, Chtcholkine accueillit un festival de musique rock, qui a ensuite été déplacé à Eupatoria.